# Rally de Alemania de 2011
El Rally de Alemania de 2011, oficialmente 29. ADAC Rallye Deutschland, fue la 29.º edición y la novena ronda de la temporada 2011 del Campeonato Mundial de Rally. Se celebró del 19 al 21 de agosto en las cercanías de Renania-Palatinado, Tréveris y contó con un itinerario de diecinueve tramos sobre asfalto que sumaban un total de 359.59 km cronometrados.
El vencedor fue Sébastien Ogier a bordo de un Citroën DS3 WRC que lograba su cuarta victoria de la temporada, igualando a su compañero Sébastien Loeb, al que además rompió una racha de ocho victorias consecutivas en Alemania. Tercero fue Dani Sordo que conseguía el primer podio de la historia para el Mini John Cooper Works WRC. En el campeonato Super 2000 venció Ott Tänak y en la Academia WRC Craig Breen.

## Itinerario y ganadores
| Día             | Tramo | Hora  | Tramo                                  | Distancia | Ganador            | Tiempo  | Vel. media  | Líder rally        |
| --------------- | ----- | ----- | -------------------------------------- | --------- | ------------------ | ------- | ----------- | ------------------ |
| Día 1 (19 agos) | SS1   | 10:13 | Ruwertal / Fell 1                      | 24.18 km  | Jari-Matti Latvala | 13:57.4 | 103.95 km/h | Jari-Matti Latvala |
| Día 1 (19 agos) | SS2   | 11:26 | Grafschaft Veldenz 1                   | 22.47 km  | Sébastien Ogier    | 13:18.9 | 101.25 km/h | Sébastien Ogier    |
| Día 1 (19 agos) | SS3   | 12:14 | Moselland 1                            | 19.92 km  | Sébastien Loeb     | 12:15.1 | 97.55 km/h  | Sébastien Loeb     |
| Día 1 (19 agos) | SS4   | 15:07 | Ruwertal / Fell 2                      | 24.18 km  | Sébastien Ogier    | 13:50.3 | 104.84 km/h | Sébastien Loeb     |
| Día 1 (19 agos) | SS5   | 16:20 | Grafschaft Veldenz 2                   | 22.47 km  | Sébastien Loeb     | 12:51.5 | 104.85 km/h | Sébastien Loeb     |
| Día 1 (19 agos) | SS6   | 17:08 | Moselland 2                            | 19.92 km  | Sébastien Loeb     | 12:01.9 | 99.34 km/h  | Sébastien Loeb     |
| Día 2 (20 agos) | SS7   | 8:18  | Hermeskeil / Gusenburg 1               | 11.37 km  | Jari-Matti Latvala | 6:12.9  | 109.77 km/h | Sébastien Loeb     |
| Día 2 (20 agos) | SS8   | 9:31  | Bosenberg 1                            | 14.29 km  | Sébastien Ogier    | 8:25.5  | 101.77 km/h | Sébastien Loeb     |
| Día 2 (20 agos) | SS9   | 10:29 | Birkenfelder Land 1                    | 15.23 km  | Sébastien Loeb     | 8:35.5  | 106.36 km/h | Sébastien Loeb     |
| Día 2 (20 agos) | SS10  | 11:02 | Arena Panzerplatte 1                   | 34.18 km  | Sébastien Ogier    | 19:55.3 | 102.94 km/h | Sébastien Loeb     |
| Día 2 (20 agos) | SS11  | 15:18 | Hermeskeil / Gusenburg 2               | 11.37 km  | Sébastien Ogier    | 6:09.1  | 110.90 km/h | Sébastien Loeb     |
| Día 2 (20 agos) | SS12  | 16:31 | Bosenberg 2                            | 14.29 km  | Sébastien Loeb     | 8:23.8  | 102.11 km/h | Sébastien Loeb     |
| Día 2 (20 agos) | SS13  | 17:29 | Birkenfelder Land 2                    | 15.23 km  | Sébastien Loeb     | 8:36.5  | 106.15 km/h | Sébastien Loeb     |
| Día 2 (20 agos) | SS14  | 18:02 | Arena Panzerplatte 2                   | 34.18 km  | Sébastien Ogier    | 19:49.2 | 103.47 km/h | Sébastien Ogier    |
| Día 3 (21 agos) | SS15  | 8:13  | Dhrontal 1                             | 20.85 km  | Mikko Hirvonen     | 12:17.2 | 101.82 km/h | Sébastien Ogier    |
| Día 3 (21 agos) | SS16  | 8:56  | Moselwein 1                            | 15.12 km  | Jari-Matti Latvala | 9:16.5  | 97.81 km/h  | Sébastien Ogier    |
| Día 3 (21 agos) | SS17  | 11:29 | Dhrontal 2                             | 20.85 km  | Sébastien Loeb     | 12:32.1 | 99.80 km/h  | Sébastien Ogier    |
| Día 3 (21 agos) | SS18  | 12:12 | Moselwein 2                            | 15.12 km  | Sébastien Loeb     | 9:31.4  | 95.26 km/h  | Sébastien Ogier    |
| Día 3 (21 agos) | SS19  | 14:11 | SSS Circus Maximus Trier (Power stage) | 4.37 km   | Sébastien Loeb     | 3:17.4  | 79.70 km/h  | Sébastien Ogier    |

### Power Stage
| Pos | Piloto          | Tiempo | Difer. | Veloc. media | Puntos |
| --- | --------------- | ------ | ------ | ------------ | ------ |
| 1   | Sébastien Loeb  | 3:17.4 | 0.0    | 79.70 km/h   | 3      |
| 2   | Sébastien Ogier | 3:19.4 | +2.0   | 78.90 km/h   | 2      |
| 3   | Petter Solberg  | 3:20.4 | +3.0   | 78.50 km/h   | 1      |

## Clasificación final
| Pos.        | Piloto                    | Copiloto             | Automóvil                  | Tiempo    | Diferencia | Puntos  |
| General     | General                   | General              | General                    | General   | General    | General |
| ----------- | ------------------------- | -------------------- | -------------------------- | --------- | ---------- | ------- |
| 1.          | Sébastien Ogier           | Julien Ingrassia     | Citroën DS3 WRC            | 3:32:15.9 | 0.0        | 25+2    |
| 2.          | Sébastien Loeb            | Daniel Elena         | Citroën DS3 WRC            | 3:32:55.7 | 39.8       | 18+3    |
| 3.          | Dani Sordo                | Carlos Del Barrio    | Mini John Cooper Works WRC | 3:34:11.5 | 1:55.6     | 15      |
| 4.          | Mikko Hirvonen            | Jarmo Lehtinen       | Ford Fiesta RS WRC         | 3:34:59.6 | 2:43.7     | 12      |
| 5.          | Petter Solberg            | Chris Patterson      | Citroën DS3 WRC            | 3:36:03.9 | 3:48.0     | 10+1    |
| 6.          | Kimi Räikkönen            | Kaj Lindström        | Citroën DS3 WRC            | 3:39:40.5 | 7:24.6     | 8       |
| 7.          | Henning Solberg           | Ilka Minor           | Ford Fiesta RS WRC         | 3:40:01.8 | 7:45.9     | 6       |
| 8.          | Armindo Araújo            | Miguel Ramalho       | Mini John Cooper Works WRC | 3:41:45.7 | 9:29.8     | 4       |
| 9.          | Peter van Merksteijn, Jr. | Erwin Mombaerts      | Citroën DS3 WRC            | 3:42:17.5 | 10:01.6    | 2       |
| 10.         | Dennis Kuipers            | Frédéric Miclotte    | Ford Fiesta RS WRC         | 3:42:24.9 | 10:09.0    | 1       |
| SWRC        |                           |                      |                            |           |            |         |
| 1. (12.)    | Ott Tänak                 | Kuldar Sikk          | Ford Fiesta S2000          | 3:46:04.8 | 0.0        | 25      |
| 2. (16.)    | Nasser Al-Attiyah         | Giovanni Bernacchini | Ford Fiesta S2000          | 3:51:43.4 | 5:38.6     | 18      |
| 3. (19.)    | Frigyes Turán             | Gábor Zsiros         | Ford Fiesta S2000          | 3:54:08.1 | 8:03.3     | 15      |
| 4. (20.)    | Juho Hänninen             | Mikko Markkula       | Škoda Fabia S2000          | 3:57:41.9 | 11:37.1    | 12      |
| 5. (22.)    | Karl Kruuda               | Martin Järveoja      | Škoda Fabia S2000          | 4:00:56.6 | 14:51.8    | 10      |
| 6. (30.)    | Martin Prokop             | Jan Tománek          | Ford Fiesta S2000          | 4:12:50.9 | 26:46.1    | 8       |
| 7. (32.)    | Hermann Gassner           | Kathi Wüstenhagen    | Škoda Fabia S2000          | 4:19:04.2 | 32:59.4    | 6       |
| 8. (35.)    | Bernardo Sousa            | António Costa        | Ford Fiesta S2000          | 4:20:56.7 | 34:51.9    | 4       |
| 9. (39.)    | Felix Herbold             | Michael Kölbach      | Ford Fiesta S2000          | 4:27:00.5 | 40:55.7    | 2       |
| WRC Academy |                           |                      |                            |           |            |         |
| 1.          | Craig Breen               | Gareth Roberts       | Ford Fiesta R2             | 3:07:54.0 | 0.0        | 25+5    |
| 2.          | Yeray Lemes               | Rogelio Peñate       | Ford Fiesta R2             | 3:08:09.1 | 15.1       | 18+7    |
| 3.          | Andrea Crugnola           | Roberto Mometti      | Ford Fiesta R2             | 3:09:37.2 | 1:42.3     | 15      |
| 4.          | José Antonio Suárez       | Cándido Carrera      | Ford Fiesta R2             | 3:09:52.2 | 1:58.2     | 12      |
| 5.          | Jan Černý                 | Pavel Kohout         | Ford Fiesta R2             | 3:10:20.0 | 2:26.0     | 10+1    |
| 6.          | Fredrik Åhlin             | Bjorn Nilsson        | Ford Fiesta R2             | 3:11:02.5 | 3:08.5     | 8       |
| 7.          | Sepp Wiegand              | Claudia Harloff      | Ford Fiesta R2             | 3:11:49.8 | 3:55.8     | -       |
| 8.          | Egon Kaur                 | Erik Lepikson        | Ford Fiesta R2             | 3:12:21.7 | 4:27.7     | 4       |
| 9.          | Alastair Fisher           | Daniel Barritt       | Ford Fiesta R2             | 3:14:04.3 | 6:10.3     | 2       |
| 10.         | Timo van der Marel        | Erwin Berkhof        | Ford Fiesta R2             | 3:14:27.8 | 6:33.8     | 1       |